# L'apprendista ammiraglio
L'apprendista ammiraglio (Warrior's Apprentice, 1986), anche pubblicato come L'apprendista ammiraglio Vorkosigan o L'apprendista, è un romanzo di fantascienza, il quarto in ordine cronologico del ciclo dei Vor ideato dalla scrittrice Lois McMaster Bujold.

## Trama
Il giovane protagonista diciassettenne, Miles Vorkosigan, a causa del suo handicap fisico che consiste in una grande fragilità ossea, non riesce a superare l'esame per accedere all'accademia militare di Barrayar, rompendosi entrambe le gambe.
Per riprendersi dell'insuccesso viene mandato su Colonia Beta dove, per una serie di particolari avvenimenti, si ritrova in poco tempo ad avere una astronave, un pilota ed una missione: consegnare delle armi di contrabbando ad un governo in pericolo. Durante la missione cattura, in maniera piuttosto casuale, una nave dei mercenari Oseran presentadosi come l'ammiraglio Naismith, comandante della flotta degli inesistenti mercenari Dendarii, coinvolgendo l'equipaggio grazie alla sua audacia, improvvisazione e fortuna. Sotto il brillante comando di Naismith i Dendarii sconfiggono il resto delle forze Oserans e vincono la guerra.
L'arrivo inaspettato del cugino di Miles, Ivan Vorpatril, lo informa che il Consiglio dei conti richiede il suo ritorno a Barrayar in quanto è accusato di aver creato un esercito privato violando la legge Vorloupulou—il che costituisce alto tradimento. Ritornato a casa scopre le vere trame dietro l'accusa e riesce ad evitare il processo facendo arruolare le forze Dendarii nell'esercito imperiale. Viene ricompensato con l'ammissione all'accademia.

## Edizioni
- (EN) Lois McMaster Bujold, Warrior's Apprentice, Baen, 1986,  pp. 132, ISBN 1-886778-27-2.
- Lois McMaster Bujold, L'apprendista, traduzione di Raffaela Ciampa, collana Urania n° 1211 (Copertina argento), Arnoldo Mondadori Editore, 1993,  p. 247.
- Lois McMaster Bujold, L'apprendista ammiraglio Vorkosigan, traduzione di Viviana Viviani, collana Cosmo Oro n° 173, Editrice Nord, 1998,  p. 364, ISBN 88-429-1052-X. (All'interno del libro compare il titolo nella forma L'apprendista ammiraglio Miles Vorkosigan)

- Lois McMaster Bujold, L'apprendista ammiraglio, traduzione di Viviana Viviani, collana Biblioteca Cosmo n° 9, Editrice Nord, 2006,  p. 374, ISBN 88-429-1414-2.